# David Hart Smith
Harry Smith, meglio conosciuto con i ring name David Hart Smith e Davey Boy Smith Jr. (Calgary, 2 agosto 1985), è un wrestler canadese.
Tra il 2007 e il 2011 ha militato in WWE, vincendo una volta il Tag Team Championship e il World Tag Team Championship (entrambi con Tyson Kidd).

## Carriera

### Gli inizi (1995–1996)
Smith inizia giovanissimo ad allenarsi sotto la guida del padre Davey Boy Smith e di Bruce Hart. Fa un'apparizione all'età di soli 10 anni in un House Show della World Wrestling Federation a Calgary.

### Stampede Wrestling (1996–2006)
Il giovane Smith poi inizia a lottare nella Stampede Wrestling combattendo insieme al padre in alcune occasioni prima che egli morisse.

### Territori di sviluppo (2006–2007)
Smith sigla un contratto con la WWE il 4 aprile 2006 ed inizia a lottare alcuni Dark Match vincendo contro Rob Conway e Mike Knox e perdendo contro Randy Orton. Viene poi mandato nelle federazioni di sviluppo per farsi le ossa. Lotta nella Ohio Valley Wrestling e nella Deep South Wrestling prima di passare alla Florida Championship Wrestling. Qui vince una Battle Royal e diventa il primo FCW Southern Heavyweight Champion. Smith poi si unisce a Natalya, TJ Wilson e Teddy Hart per formare la stable Next Generation Hart Foundation. Smith poi viene chiamato nel main roster della WWE e perde il titolo contro Afa Anoa'i jr.. Appare anche in un house show di Raw in Inghilterra battendo Carlito.

### World Wrestling Entertainment (2007–2011)
Harry fa il suo debutto televisivo nella puntata di Raw del 22 ottobre 2007, con il ring name DH Smith, battendo l'ex campione Intercontinentale e degli Stati Uniti Carlito usando la mossa finale del padre, la Running Powerslam. Smith ha dedicato il match vinto al padre scomparso pochi anni prima. Il 29 ottobre, DH Smith fa coppia con Jeff Hardy battendo Carlito e Ken Kennedy.
Il 2 novembre, 2007 DH Smith viene sospeso per 30 giorni per una violazione al wellness program. Torna il 17 dicembre battendo Charlie Haas a Heat. Il 25 aprile perde contro Umaga e il 5 maggio perde contro JBL, entrambe le volte a Monday Night Raw. In questo periodo apparirà stabilmente a Heat con vittorie contro Super Crazy, Jim Duggan, Robbie McAllister degli Highlanders, Greg Cardona e David Owen ma subirà anche qualche sconfitta per mano di Santino Marella e Paul Burchill.
Nella WWE Supplemental Draft del 25 giugno 2008, DH Smith viene spostato a SmackDown!. Il 26 agosto Smith torna alla FCW, senza mai esordire nel roster blu, per affinare le sue tecniche e migliorare l'abilità al microfono. Il 30 ottobre, Smith vince i titoli di coppia della FCW con Tyson Kidd, battendo Michael McGillicutty e Heath Slater, ma i due perderanno i titoli contro Tyler Reks e Johnny Curtis l'11 dicembre. Il 15 aprile 2009, DH Smith è stato spostato nel roster della ECW con la WWE Supplemental Draft. Farà il suo debutto in ECW il 12 maggio, attaccando Finlay durante il suo match contro Tyson Kidd, usando il ring name David Hart Smith. David, Tyson e Natalya formeranno una nuova versione della Hart Foundation, chiamata inizialmente Hart Trilogy e poi rinominata Hart Dynasty nell'episodio della ECW del 27 maggio
Intanto, Smith vincerà il primo match in ECW il 19 maggio contro Finlay, venendo aiutato da Kidd e Natalya. In altre occasioni batterà anche, in match differenti, Christian, Tommy Dreamer e Jack Swagger. Il 16 giugno, a Superstars, viene però sconfitto insieme a Tyson Kidd e Jack Swagger in un 3 on 3 tag team match contro Carlito, Primo e Christian.
Il 29 giugno, nella Draft operata da Donald Trump, tutta la Hart Dynasty verrà spostata a SmackDown!. Nel match di debutto verranno sconfitti dai Cryme Tyme, con i quali avranno un lungo feud. Nella puntata di SmackDown! del 21 agosto, l'Hart Dynasty sconfiggerà Jeff Hardy e poi CM Punk, attaccando Hardy a match concluso. Durante la rissa, intervengono in favore di Jeff, John Morrison e Matt Hardy. Nella stessa serata viene sancito dunque un match 3 contro 3 tra l'Hart Dynasty e CM Punk, contro il team composto da Morrison, Matt e Jeff Hardy. Questo Main Event sancirà il ritorno degli Hardy Boyz. Il match si concluderà con una sconfitta ai danni dell'Hart Dynasty dopo che CM Punk viene schienato da Matt Hardy. Nel mese di ottobre verrà sancito un match tra l'Hart Dynasty e i Cryme Tyme per la qualificazione al match 7 contro 7 di Bragging Rights. A vincere saranno i Cryme Tyme che si aggiungono a Drew McIntyre, Dolph Ziggler ed Eric Escobar. Ma la settimana successiva, i 5 qualificati al match SD! vs Raw - orfani di Shad assente per influenza - vengono sfidati da Matt Hardy, Finlay, R-Truth e proprio l'Hart Dynasty, con la stipulazione che chi avrebbe vinto si sarebbe aggiudicato il posto nel 7 contro 7. Matt Hardy riesce a schienare JTG e portare a casa la vittoria qualificando il suo team. Nel PPV sarà proprio il Team SmackDown! capitanato da Chris Jericho a portarsi a casa il trofeo dopo il tradimento di Big Show ai danni del team Raw. Questo fu l'esordio in PPV di David Hart Smith. La settimana dopo, l'Hart Dynasty sconfigge Eric Escobar in un 2 on 1 Handicap match. A dicembre David e Kidd sfideranno la D-Generation X per gli Unified WWE Tag Team Championship, perdendo però l'incontro.
Nel febbraio 2010, l'Hart Dynasty intraprenderà una faida contro Matt Hardy, accompagnato dalla sua nuova fidanzata Maria Kanellis, e The Great Khali. Dopo aver perso 3 match su 3 a SmackDown! e 1 su 2 a Superstars la faida finisce a causa di un infortunio di Khali e dal licenziamento di Maria.
A WrestleMania XXVI, l'Hart Dynasty compare durante il match tra Bret Hart e Vince McMahon, aiutando l'Hitman ed effettuando un turn face. Il turn verrà completato la sera dopo a Raw. In quella sera, l'Hart Dynasty e l'accompagnatore Bret Hart, sfideranno e batteranno il campioni di coppia unificati, The ShoMiz (Big Show e The Miz) in un match non titolato.
Il 1º aprile appariranno a Superstars e batteranno Caylen Croft e Trent Baretta, conosciuti come Dudebusters. La settimana successiva, nella puntata di SmackDown!, verranno nuovamente sfidati dai Dudebusters ma a vincere saranno ancora i due canadesi. Il 16 aprile comporranno un trio con Rey Mysterio e insieme sconfiggeranno CM Punk, Luke Gallows e Darren Young grazie ad uno schienamento vincente di David Hart Smith ai danni dell'ex campione del mondo CM Punk.
Nel PPV Extreme Rules, Smith e Kidd batteranno nuovamente Big Show e The Miz in un Tag Team Gauntlet Match, al quale prese parte anche il team composto da John Morrison e R-Truth e la squadra di MVP e Mark Henry. La stipulazione speciale era che se lo ShowMiz avesse perso, i vincitori avrebbero avuto una Title Shot. Durante la puntata speciale di Raw per la Draft Lottery del 26 aprile, i due canadesi - accompagnati come sempre da Natalya e da Bret Hart - vincono i titoli di coppia unificati quando Tyson Kidd sottomette The Miz con la sharpshooter. Il giorno successivo, il trio viene spostato nel roster di Raw con la Supplemental Draft. Nella puntata del 10 maggio di Raw, David Hart Smith perde contro Chris Jericho. Il 17 maggio, i tre intervengono nel match per il titolo degli Stati Uniti tra il campione The Miz e Bret Hart. L'Hart Dynasty attacca The Miz e successivamente Bret Hart sottomette con la sua celebre mossa (la sharpshooter) The Miz, vincendo il titolo. Cinque giorni dopo, al PPV Over the Limit, l'Hart Dynasty sconfigge nuovamente The Miz, questa volta in coppia con Chris Jericho, difendendo i titoli di categoria. La sera seguente, a Raw, i tre vengono attaccati dagli esordienti Usos (Jimmy e Jey Uso), accompagnati da Tamina. Inizia così la rivalità. Nel mese seguente al PPV Fatal 4-Way, David, Tyson e Natalya sconfiggono Tamina e gli Usos in un 6 Man Tag Team match. Nonostante la sconfitta, il duo d'origine samoana avrà comunque una Title Shot che sfrutterà al PPV Money in the Bank. Anche in questo caso, però, l'Hart Dynasty trionfa e mantiene i titoli di coppia grazie a David Hart Smith che sottomette con la sharpshooter Jimmy Uso. Il 16 agosto vengono presentate le nuove cinture di coppia denominate WWE Tag Team Titles, con Bret Hart che le consegna alla Hart Dynasty, ritirando le 4 cinture precedenti. Nel mese successivo, i canadesi persero i titoli di coppia al PPV Night of Champions in un Tag Team Turmoil Match vinto da Cody Rhodes e Drew McIntyre. In questo match prenderanno parte altre 3 coppie: Santino Marella e Vladimir Kozlov, Mark Henry ed Evan Bourne e gli Usos.
Il giorno successivo, a Raw, David e Tyson avranno un rematch contro i nuovi campioni di coppia ma usciranno ancora sconfitti. Anche quattro giorni dopo, a SmackDown, i due dell'Hart Dynasty sfideranno i WWE Tag Team Champions in un match con in palio le cinture, ma perderanno nuovamente. Cominceranno piccoli screzi tra David e Tyson, anche se Natalya li convincerà a combattere ancora insieme. A Superstars, i due perderanno ancora contro gli Usos. Nella puntata speciale dedicata alle vecchie glorie di Raw del 15 novembre, l'Hart Dynasty ha un'altra title shot contro i nuovi campioni Justin Gabriel e Heath Slater, membri del Nexus. Durante il match, proprio quando David si trova in procinto dare il cambio a Kidd, quest'ultimo effettua un turn heel e lo colpisce con un calcio al volto. Gabriel effettua la 450º Splash su Smith e vince mantenendo i titoli di coppia. Tyson Kidd se ne va sorridendo, sancendo di fatto lo scioglimento dell'Hart Dynasty.
David Hart Smith torna sul ring due settimane dopo a Superstars, proprio contro il suo ex partner Tyson Kidd. A vincere il match è Smith, che per l'occasione ha indossato costume e stivali con i colori britannici, proprio come faceva il padre. Alla fine, David si avvicina a Kidd e gli allunga la mano per fare pace, ma il suo ex amico lo schiaffeggia e fugge. Pochi giorni dopo, nell'edizione di Raw, Smith e Kidd vengono nuovamente messi l'uno contro l'altro. Kidd si presenta con un uomo misterioso e a vincere è proprio Kidd che a fine match attaccherà David con il suo nuovo partner. Nell'edizione successiva di Monday Night Raw Kidd rivela che l'uomo misterioso è il suo nuovo bodyguard, Jackson Andrews. La settimana successiva, David appare a Superstars sconfiggendo agilmente Zack Ryder, riproponendo la finisher Hart Canada. La settimana successiva, sempre a Superstars, perde contro William Regal. Nel main event della puntata di Superstars del 13 gennaio 2011, David Hart Smith fa squadra con Darren Young, Primo e Yoshi Tatsu, riuscendo a sconfiggere il team composto dagli Usos, William Regal e Zack Ryder, grazie allo schienamento di Tatsu su Ryder. Nella puntata di Superstars del 20 gennaio, Smith e Darren Young vengono sconfitti dalla coppia formata da Primo e Zack Ryder, grazie ad uno schienamento vincente di quest'ultimo sull'ex membro del Nexus. Nella puntata successiva di Superstars del 27 gennaio, David Hart Smith fa coppia con Tatsu, ma i due vengono sconfitti da Ryder e Primo. La settimana seguente, nel rematch della puntata di Superstars del 3 febbraio, Smith e Tatsu si prendono la rivincita sconfiggendo Zack Ryder e Primo. Nella puntata di WWE Superstars del 17 febbraio, David Hart Smith rinnova la partnership con Yoshi Tatsu ma i due subiscono una sconfitta contro gli Usos. A WrestleMania XXVII, partecipa all'annuale battle royal nel dark match, ma non riesce a vincerla. Nella puntata di Superstars del 28 aprile, David Hart Smith perde contro Zack Ryder. A Extreme Rules, Smith ha fatto da lumberjack nel match valido per i titoli di coppia fra Big Show e Kane, contro il duo composto da Wade Barrett ed Ezekiel Jackson.
Il 5 agosto 2011 la WWE annuncia sul proprio sito ufficiale il rilascio di Smith.

### New Japan Pro-Wrestling (2012–2018)
Nell'estate del 2012, Harry Smith ritorna nella New Japan Pro-Wrestling, con il ring name di Davey Boy Smith Jr., entrando a far parte della stable heel Suzukigun e formando un tag team con Lance Archer. Il 7 settembre, lotta il suo match di ritorno nella federazione giapponese, quando lui, Archer, Minoru Suzuki e Taka Michinoku vengono sconfitti in un 8-man tag team match da Hiroyoshi Tenzan, Satoshi Kojima, Togi Makabe e Yuji Nagata per squalifica. L'8 ottobre, Archer e Smith, noti come la Killer Elite Squad, sconfiggono Tenzan e Kojima, conquistando gli IWGP Tag Team Championship. L'11 novembre, battono Kenzan e Kojima nel rematch mantenendo salde le corone. Contemporaneamente, partecipano anche alla World Tag League 2012, arrivando fino alla finale, dove vengono sconfitti da Hirooki Goto e Karl Anderson. Il 4 gennaio 2013, Goto e Anderson sfidano Smith e Archer con le corone in palio, non riuscendo a vincere. L'11 marzo, nel corso della New Japan Cup 2013, Smith sconfigge in un match singolo contro l'Intercontinental Champion Shinsuke Nakamura. Sei giorni dopo, avanza alle semifinali, battendo anche Yujiro Takahashi. Il 23 marzo, viene eliminato dal torneo da Hirooki Goto. Il 5 aprile, insieme ad Archer, difende i titoli di coppia dall'assalto di Shinsuke Nakamura e Tomohiro Ishii. Poi, sfida Nakamura per l'IWGP Intercontinental Title, ma perde il match. Il 20 aprile, ad Houston, Smith ed Archer sconfiggono Ryan Genesis e Scot Summers, conquistando anche gli NWA World Tag Team Championship. È stato Campione assoluto nella Resistance Pro Wrestling, federazione di wrestling di proprietà di Billy Corgan, avendo sconfitto il 13 gennaio 2013 The Almighty Sheik e Kevin Steel, laureandosi primo campione della storia della federazione.

### Ritorno in WWE (2020–2021)
Durante uno dei talk show della WWE, The Bump, Smith fece un'apparizione via webcam insieme al suo ex compagno di team Tyson Kidd. Il 12 marzo 2020, durante il talk show After the Bell di Corey Graves, Smith annunciò che sarebbe tornato per l'introduzione di suo padre Davey Boy Smith nella WWE Hall of Fame. Il 16 luglio 2021 Smith fece il suo ritorno sul ring in un Dark match prima di SmackDown dove, facendo coppia con Austin Theory, i due vennero sconfitti da Odyssey Jones e Xyon Quinn. 
Sempre il 16 luglio 2021, Smith annunciò di aver firmato un nuovo contratto con la WWE.
Il 5 novembre fu licenziato insieme a numerosi altri colleghi senza neanche effettuare un'apparizione.

## Vita privata
Harry Smith è il figlio del wrestler "British Bulldog" Davey Boy Smith e di Diana Hart, figlia di Stu Hart. Inoltre, Harry è nipote di Bret e Owen Hart. Sua cugina Natalie Neidhart, figlia di Jim "The Anvil" Neidhart, combatte in WWE con lo pseudonimo Natalya.
Smith ha rivelato che suo padre, i suoi zii Bret e Owen, Shawn Michaels, Chris Benoit e Ted DiBiase Sr. sono le sue più grandi influenze. Inoltre Harry sta allenando il primo figlio di Benoit, David, il quale vuole diventare un wrestler professionista.
Harry è apparso nel reality show riguardante la famiglia di Hulk Hogan, Hogan Knows Best.

## Personaggio

### Mosse finali

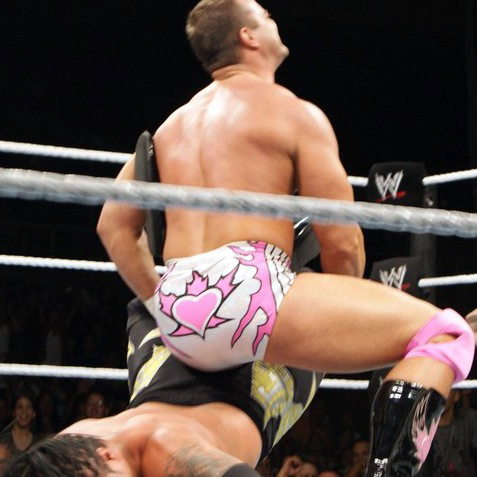
David Hart Smith mentre esegue la Sharpshooter

- Bulldog Bomb (Running Sitout Powerbomb)
- Saito Suplex – 2007–2009
- Sharpshooter – 2010–presente

### Soprannomi
- "The Canadian Bulldog"
- "Bulldog"

### Manager
- Bret Hart
- Diana Hart
- Natalya

### Musiche d'ingresso
- Rule, Britannia! (2007)
- New Foundation di Jim Johnston (2009–2010)
- Attitude di Chris Goulstone (2010)

## Titoli e riconoscimenti
- AWA Pinnacle Wrestling

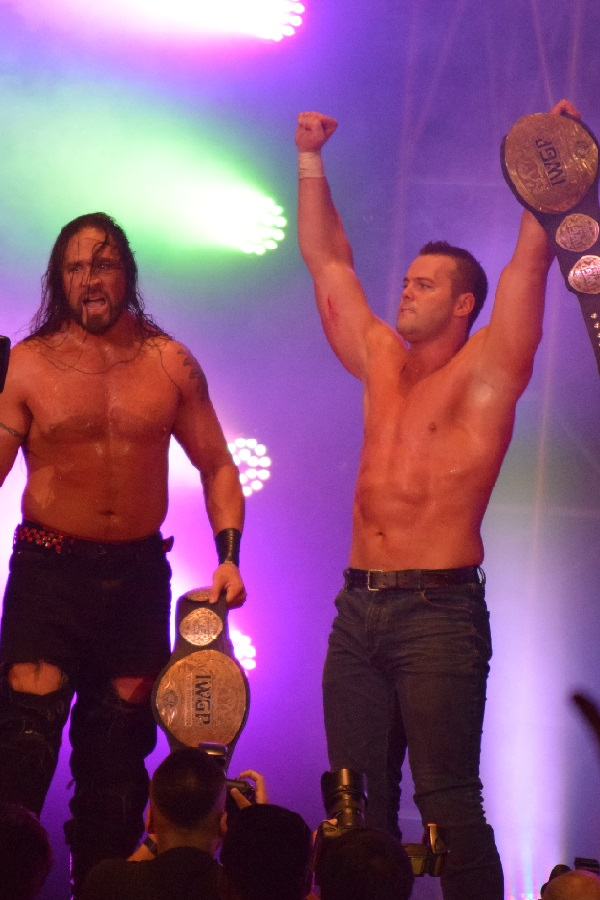
Smith e Lance Archer con l'IWGP Tag Team Championship, titolo che hanno vinto tre volte

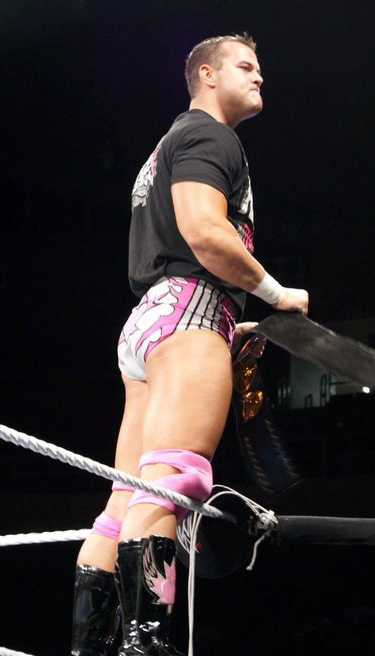
Smith con il WWE Tag Team Championship, titolo che ha vinto una volta con Tyson Kidd

  - AWA Pinnacle Heavyweight Championship (1)
- All Star Wrestling (British Columbia)
  - ASW Trans-Canada Championship (1)
- All Star Wrestling (West Virginia)
  - ASW Championship (1)
- Big Time Wrestling (California)
  - BTW Heavyweight Championship (1)
- Canadian Wrestling Hall of Fame
  - Sé stesso e la famiglia Hart (2016)
- Florida Championship Wrestling
  - FCW Southern Heavyweight Championship (1)
  - FCW Florida Tag Team Championship (1) – con TJ Wilson
- Hart Legacy Wrestling
  - Stu Hart Heritage Championship (1)
  - Stu Hart Memorial Cup (2016)
- Great North Wrestling
  - GNW World Television Championship (1)
- Major League Wrestling
  - MLW World Tag Team Championship (2) – con Brian Pillman Jr. (1) e Teddy Hart (1)
  - GTC Carnival Tournament (2004) – con Tyson Kidd
- National Wrestling Alliance
  - NWA World Tag Team Championship (1) – con Lance Archer
- New Breed Wrestling Association
  - NBWA Heavyweight Championship (1)
- New Japan Pro-Wrestling
  - IWGP Tag Team Championship (3) – con Lance Archer
- Next Generation Wrestling
  - NGW Heavyweight Championship (1)
- Prairie Wrestling Alliance
  - PWA Championship (1)
  - PWA Tag Team Championship (1) – con Tyson Kidd
- Pro Wrestling Illustrated
  - 69º tra i 500 migliori wrestler singoli nella PWI 500 (2010)
- Pro Wrestling Noah
  - GHC Tag Team Championship (2) – con Lance Archer
- Real Canadian Wrestling
  - RCW Canadian Heavyweight Championship (1)
- Resistance Pro Wrestling
  - Resistance Pro Heavyweight Championship (1)
- Ring Ka King
  - Ring Ka King Tag Team Championship (1) – con Chavo Guerrero Jr.
  - RKK Tag Team Championship Tournament (2011) – con Chavo Guerrero Jr.
- Stampede Wrestling
  - Stampede International Tag Team Championship (2) – con Apocalypse (1) e Kirk Melnick (1)
  - Stampede North American Heavyweight Championship (1)
  - Stampede King of the Mat (2004)
- World of Wrestling
  - WOS Tag Team Championship (1, attuale) – con Grado
- World Wrestling Entertainment
  - World Tag Team Championship (1) – con Tyson Kidd
  - WWE Tag Team Championship (1) – con Tyson Kidd
  - Bragging Rights Trophy (2009) – con Team SmackDown (Chris Jericho, Kane, Matt Hardy, R-Truth, Finlay e Tyson Kidd)